# جونیا کونو
جونیا کونو (انگلیسی: Junya Kuno؛ زادهٔ ۱۶ اوت ۱۹۸۸) بازیکن فوتبال اهل ژاپن است.